# Tricimba uniseta
Tricimba uniseta är en tvåvingeart som beskrevs av Ismay 1993. Tricimba uniseta ingår i släktet Tricimba och familjen fritflugor. Inga underarter finns listade i Catalogue of Life.